# Balan: Book of Angels Volume 5

Balan: Book of Angels Volume 5  est un album de John Zorn joué par The Cracow Klezmer Band, sorti en 2006 sur le label Tzadik. Les compositions sont de John Zorn, les arrangements de Jaroslaw Bester.

## Titres
| 1.    | Zuriel | 4:16 |
| 2.    | Suria  | 7:54 |
| 3.    | Dirael | 6:04 |
| 4.    | Kadosh | 2:41 |
| 5.    | Haniel | 5:03 |
| 6.    | Jehoel | 5:13 |
| 7.    | Asbeel | 5:03 |
| 8.    | Aniel  | 3:48 |
| 40:02 |        |      |

## Personnel
- Jaroslaw Bester: accordéon
- Oleg Dyyak: percussion
- Wojciech Front: contrebasse
- Jaroslaw Tyrala: violon

Invités spéciaux : 
- DAFO String Quartet :
  - Anna Armatys: violoncelle
  - Danuta Augustyn: violon
  - Justyna Duda: violon
  - Aneta Dumanowska: alto
- Jorgos Skolias: voix
- Ireneusz Socha: instruments informatiques